# Syndrom Kesslera

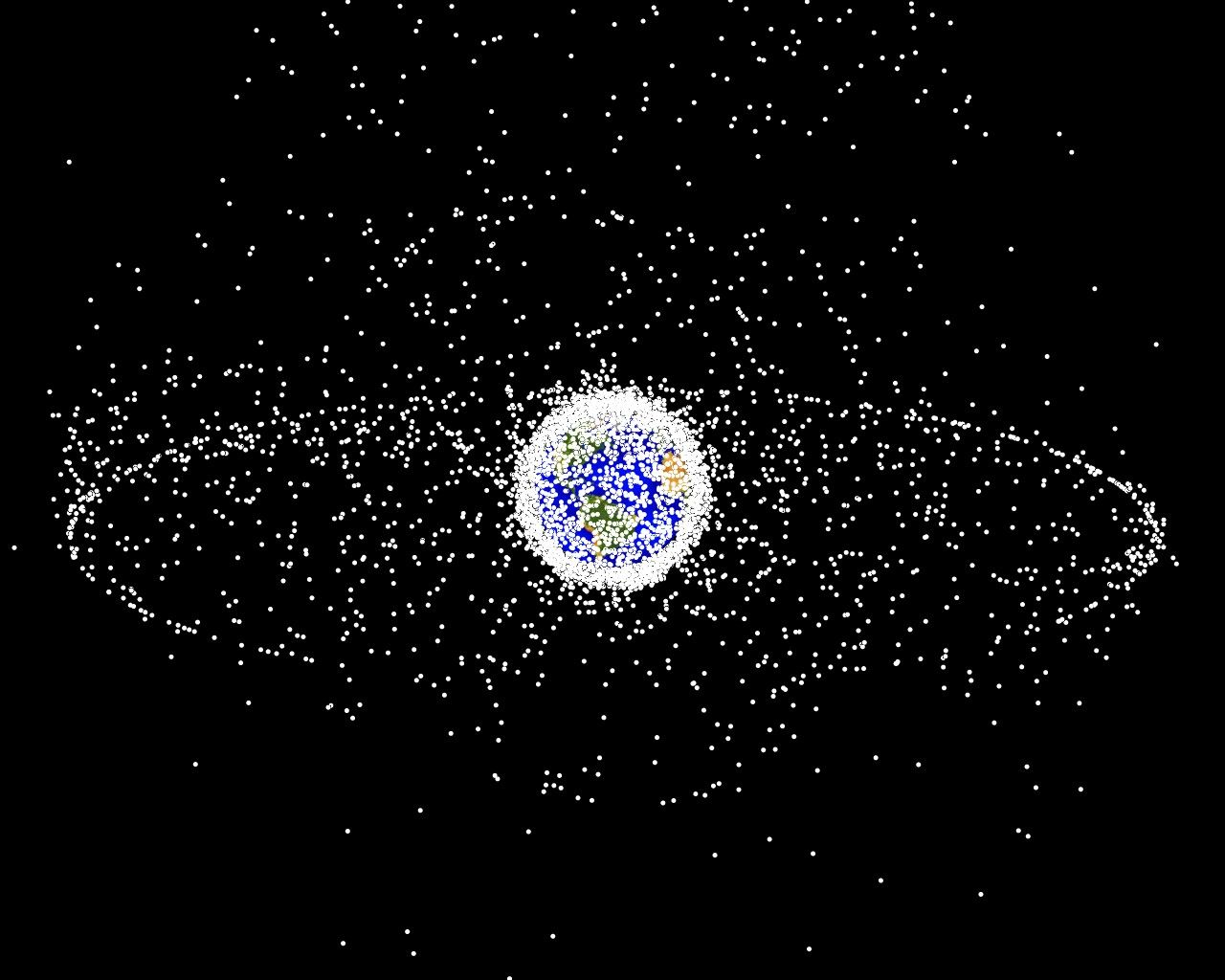
Kosmiczne śmieci wokół Ziemi

Syndrom Kesslera – sytuacja opisana przez amerykańskiego astrofizyka i pracownika NASA Donalda J. Kesslera, w której kosmiczne śmieci nagromadzone na niskiej orbicie okołoziemskiej zderzają się ze sobą, generując w ten sposób nowe szczątki, które z kolei ponownie się ze sobą zderzając generują jeszcze więcej odłamków. Ten samonapędzający się proces może doprowadzić do takiego zagęszczenia kosmicznych odpadów, że nowe satelity będą narażone na bardzo wysokie ryzyko kolizji.
Po badaniach dynamiki obiektów i struktury pasa planetoid Kessler w 1971 r. stwierdził, że nasilający się na przestrzeni miliardów lat wykładniczy wzrost liczby zderzeń między obiektami pasa asteroid będzie generować kolejne zderzenia coraz większej liczby coraz mniejszych obiektów, zwiększając prawdopodobieństwo następowania kolejnych kolizji.
Badając obiekty umieszczone przez człowieka na orbitach wokółziemskich, w 1978 roku razem z Burtonem Cour-Palais Kessler stwierdził, że procesy opisane dla pasa planetoid zachodzą również na niskiej orbicie okołoziemskiej, jednak w znacznie szybszym tempie, liczonym jedynie w dziesiątkach lat. Rozważania te Kessler podsumował w publikacji z 1991 r., w której stwierdził, że po przekroczeniu krytycznego nagromadzenia orbitujących odpadów liczba zderzeń generujących coraz większą liczbę obiektów uniemożliwi prowadzenie bezpiecznych lotów orbitalnych.
W ciągu 35 lat od czasu publikacji pierwszych wyników prac Kesslera zagrożenie ze strony sztucznych obiektów zaczęło przewyższać prawdopodobieństwo kolizji z obiektami pochodzenia naturalnego. Jednak dwa incydenty skutkujące skokowym zwiększeniem ilości kosmicznych szczątków (zestrzelenie satelity pogodowego Feng-Yun 1C w 2007 r. i kolizja amerykańskiego satelity Iridium 33 z rosyjskim Kosmos 2251 w 2009 r. – ten pierwszy o 40%, a drugi o jedną trzecią) nie doprowadziły do uruchomienia lawiny kolizji, a 10 lat później ogłoszono zaobserwowanie trendu spadkowego liczby skatalogowanych kosmicznych odpadów powstałych w tych zdarzeniach z powodu deorbitacji części fragmentów.
Zapobiegając możliwym skutkom syndromu Kesslera, NASA stworzyła pod kierownictwem samego Kesslera komórkę Orbital Debris Program Office, zajmującą się ograniczeniem ilości nowych odpadów. W efekcie jej działania zużyte człony rakiet nośnych muszą być opróżnione z paliwa kosmicznego i w miarę możliwości kierowane są do spalenia w atmosferze.
Technologie mające zapewnić ograniczenie ilości kosmicznych śmieci opracowuje także Europejska Agencja Kosmiczna.